# Lijst van luchtmachten
Onderstaande is een lijst van luchtmachten op alfabetische volgorde van de landen waartoe ze behoren.

## Legenda
- Een schuin geschreven landsnaam wijst op een luchtmacht van een niet-natie of een niet-erkende natie.
- De naam wordt voorafgegaan door het roundel van de luchtmacht.
- Een naam (tussen haakjes) is de officiële naam van de luchtmacht in de originele taal.
- Het jaartal is dat van de eerste oprichting. Als een luchtmacht sindsdien werd opgeheven en opnieuw opgericht staat het jaar van de meest recente oprichting (tussen haakjes).

## Luchtmachten
| Land                                   | Naam | Jaar oprichting |
| -------------------------------------- | --- | --------------- |
| Abchazië                               | Abchazische luchtmacht | 1992            |
| Afghanistan                            | Afghaans Nationaal Luchtkorps (Afghan Melli-e Ourdou)                                                                                                | 1924 (2002)     |
| Albanië                                | Albanese luchtmacht (Forcave Ajrore) | 1914 (1991)     |
| Algerije                               | Algerijnse luchtmacht (Al Quwwat aljawwija aljaza'eriiya)                                                                                            | 1962            |
| Angola                                 | Angolese volksluchtmacht/luchtverdediging en luchtafweer (Força Aérea Popular de Angola/Defesa Aérea e Antiaérea)                                    | 1976            |
| Argentinië                             | Argentijnse luchtmacht (Fuerza Aérea Argentina) | 1912 (1945)     |
| Argentinië                             | Argentijnse marineluchtmacht (Comando de Aviación Naval Argentina)                                                                                   | 1919            |
| Argentinië                             | Argentijnse landluchtmacht (Comando de Aviación del Ejército Argentino)                                                                              | 1956            |
| Argentinië                             | Argentijnse zeeprefectuur (Servicio de Aviación de la Prefectura Naval Argentina)                                                                    | 1810            |
| Argentinië                             | Argentijnse nationale gendarmerie (Dirección de Aeronáutica de Gendarmería)                                                                          | 1955            |
| Armenië                                | Armeense luchtmacht (Հայաստանի Ռազմաօդային Ուժեր) | 1992            |
| Australië                              | Koninklijke Australische luchtmacht (Royal Australian Air Force)                                                                                     | 1914 (1921)     |
| Australië                              | Koninklijke Australische marine (Royal Australian Navy) Fleet Air Arm                                                                                | 1947            |
| Australië                              | Australische landluchtmacht | 1968            |
| Azerbeidzjan                           | Azerbeidzjaanse luchtmacht | 1991            |
| Bahama's                               | Luchtvleugel van de Koninklijke Bahamaanse defensiemacht (Royal Bahamas Defence Force Air Wing)                                                      | 1981            |
| Bahrein                                | Koninklijke Bahreinse luchtmacht | 1977 (2002)     |
| Bangladesh                             | Bengaalse luchtmacht (বাংলাদেশ বিমান বাহিনী, Bangladesh Biman Bahini)                                                                                         | 1971            |
| Barbados                               | Barbadiaanse defensiemacht (Barbados Defence Force)                                                                                                  | 1981            |
| België                                 | Belgische luchtmacht (Luchtcomponent) | 1910 (1946)     |
| Belize                                 | Luchtvleugel van de Belizaanse defensiemacht (Belize Defence Force Air Wing)                                                                         | 1983            |
| Benin                                  | Beninse Volksluchtmacht (Force Aérienne Populaire de Benin)                                                                                          | 1961 (1975)     |
| Bhutan                                 | Bhutaanse luchtmacht | 1950            |
| Bolivia                                | Boliviaanse luchtmacht (Fuerza Aérea Boliviana) | 1923            |
| Bosnië en Herzegovina                  | Luchtmacht en luchtverdediging van Bosnië en Herzegovina (Ваздухопловство и ПВО, Zrakoplovstvo i PZO)                                                | 1992 (2007)     |
| Botswana                               | Luchtvleugel van de Botswaanse defensiemacht (Botswana Defence Force Air Wing)                                                                       | 1977            |
| Brazilië                               | Braziliaanse luchtmacht (Força Aérea Brasileira) | 1918 (1941)     |
| Brazilië                               | Braziliaanse marineluchtmacht (Força Aeronaval) | 1941 (1952)     |
| Brazilië                               | Braziliaanse landluchtmacht (Aviação do Exército Brasileiro)                                                                                         | 1986            |
| Brunei                                 | Koninklijke Bruneise luchtmacht (Angkatan Tentera Udara Diraja Brunei)                                                                               | 1965 (1991)     |
| Bulgarije                              | Bulgaarse luchtmacht (Български Военновъздушни Сили, Balgarski Voennovazdushni Sili)                                                                 | 1906 (1992)     |
| Bulgarije                              | Bulgaarse marineluchtmacht | 1915 (1992)     |
| Burkina Faso                           | Burkina Fasaanse luchtmacht (Force Aérienne de Burkina Faso)                                                                                         | 1964            |
| Burundi                                | Burundese luchtmacht (Force Armée du Burundi) | 1966            |
| Cambodja                               | Koninklijke Cambodjaanse luchtmacht (Toap Akas Khemarak Phoumin, Force Aérienne Royale Cambodge)                                                     | 1954 (1993)     |
| Canada                                 | Koninklijke Canadese luchtmacht (Royal Canadian Air Force, Aviation Royale du Canada)                                                                | 1914 (2011)     |
| Centraal-Afrikaanse Republiek          | Centraal-Afrikaanse luchtmacht (Force Aérienne Centrafricaine)                                                                                       | 1961            |
| Chili                                  | Chileense luchtmacht (Fuerza Aérea de Chile) | 1930            |
| Chili                                  | Chileense marineluchtmacht (Servicio de Aviación de la Armada de Chile, Aviación Naval)                                                              | 1919 (1953)     |
| Chili                                  | Chileense landluchtmacht (Comando de Aviación del Ejército de Chile, Aviación del Ejército)                                                          | 1970            |
| China                                  | Luchtmacht van het Volksbevrijdingsleger (中国人民解放军空军, Zhongguo Renmin Jiefangjun Kongjun)                                                    | ~1930 (1949)    |
| China                                  | Marineluchtmacht van het Volksbevrijdingsleger (中国人民解放军海军航空兵, Zhongguo Renmin Jiefangjun Haijun Hangkongbing)                            | 1953            |
| Colombia                               | Colombiaanse luchtmacht (Fuerza Aérea Colombiana) | 1922            |
| Colombia                               | Colombiaanse marineluchtmacht (Aviación Naval) | 1935            |
| Colombia                               | Colombiaanse landluchtmacht (Aviación del Ejército)                                                                                                  | 1995            |
| Congo-Brazzaville                      | Congolese luchtmacht (L'Armée de l'Air du Congo) | 1961            |
| Congo-Kinshasa                         | Congolese luchtmacht (Force Aérienne du Congo) | 1997? (1971)    |
| Costa Rica                             | Costa Ricaanse luchttoezichtsdienst (Servicio de Vigilancia Aérea)                                                                                   | 1947 (1994)     |
| Cuba                                   | Cubaanse revolutionaire luchtmacht (Fuerza Aérea Revolucionaria)                                                                                     | 1913 (1959)     |
| Cuba                                   | Cubaanse marineluchtmacht (Aviación Naval) | 1934            |
| Denemarken                             | Koninklijke Deense luchtmacht (Flyvevåbnet) | 1911 (1950)     |
| Denemarken                             | Koninklijke Deense marinehelikopterdienst (Søværnets Helikoptertjeneste)                                                                             | 1962 (2003)     |
| Duitsland                              | Duitse luchtmacht (Luftwaffe) | 1909 (1955)     |
| Duitsland                              | Duitse marineluchtmacht (Marineflieger) | 1955            |
| Duitsland                              | Duits landluchtmachtkorps (Heeresfliegertruppe) | 1955            |
| Djibouti                               | Djiboutische luchtmacht (Force Aérienne du Djibouti)                                                                                                 | 1977            |
| Dominicaanse Republiek                 | Dominicaanse luchtmacht (Fuerza Aérea Dominicana) | 1948 (1962)     |
| Dominicaanse Republiek                 | Luchtcavalerie-eskader (Escuadrón de Caballería Aérea)                                                                                               | 1932 (2002)     |
| Dominicaanse Republiek                 | Dominicaanse marineluchtmachtkorps (Cuerpo de Aviación Naval Dominicana)                                                                             | 1951 (2003)     |
| Ecuador                                | Ecuadoraanse luchtmacht (Fuerza Aérea Ecuatoriana)                                                                                                   | 1920 (1944)     |
| Ecuador                                | Ecuadoraanse marineluchtmacht (Aviación Naval Ecuatoriana)                                                                                           | 1967            |
| Ecuador                                | Ecuadoraanse landluchtmacht (Aviación del Ejército Ecuatoriano)                                                                                      | 1954 (1978)     |
| Egypte                                 | Egyptische luchtmacht (Al Quwwat Al Jawwiya Il Misriya)                                                                                              | 1931 (1958)     |
| El Salvador                            | Salvadoraanse luchtmacht (Fuerza Aérea Salvadoreña)                                                                                                  | 1922 (1946)     |
| Eritrea                                | Eritreaanse luchtmacht | 1994            |
| Estland                                | Estse luchtmacht (Eesti Õhuvägi) | 1918 (1991)     |
| Ethiopië                               | Ethiopische luchtmacht (Ye Ithopya Ayer Hayl) | 1929 (1975)     |
| Finland                                | Finse luchtmacht (Suomen ilmavoimat, Finländska flygvapnet)                                                                                          | 1918            |
| Finland                                | Finse landluchtmacht (Suomen maavoimat - Helikopteripataljoona, Finländska armén - Helikopterbataljonen)                                             | 1997            |
| Finland                                | Finse grenswacht (Rajavartiolaitos, Gränsbevakningsväsendet)                                                                                         | 1919            |
| Filipijnen                             | Filipijnse luchtmacht (Hukbong Himpapawid ng Pilipinas)                                                                                              | 1947            |
| Frankrijk                              | Franse luchtmacht (Armée de l'Air) | 1909 (1933)     |
| Frankrijk                              | Franse marineluchtarm (Aviation Navale) | 1925            |
| Frankrijk                              | Franse licht landluchtmacht (Aviation Légère de l'Armée de Terre)                                                                                    | 1954            |
| Gabon                                  | Gabonese luchtmacht (Armée de l'Air Gabonaise) | 1961            |
| Gambia                                 | Gambiaanse luchtmacht | ~2003           |
| Georgië                                | Georgische luchtmacht | 1990            |
| Ghana                                  | Ghanese luchtmacht | 1959            |
| Griekenland                            | Griekse luchtmacht (Πολεμική Αεροπορία, Polemiki Aeroporia)                                                                                          | 1930            |
| Griekenland                            | Griekse landluchtmacht (Αεροπορία Στρατού, Aeroporia Stratou)                                                                                        | 1956            |
| Griekenland                            | Griekse marineluchtmacht (Πολεμικό Ναυτικό, Polemiko Navtiko)                                                                                        | 1976            |
| Griekenland                            | Griekse kustwacht (Λιμενικό Σώμα, Limeniko Soma) | 1982            |
| Guatemala                              | Guatemalese luchtmacht (Fuerza Aérea Guatemalteca)                                                                                                   | 1914 (1948)     |
| Guinee                                 | Guinese luchtmacht (Force Aérienne de Guinée) | 1959            |
| Guinee-Bissau                          | Guinee-Bissause luchtmacht (Força Aérea da Guiné-Bissau)                                                                                             | 1978            |
| Guyana                                 | Guyaanse defensiemacht | 1968            |
| Haïti                                  | Haïtiaans luchtkorps (Corps d'Aviation d'Garde d'Haiti)                                                                                              | 1942            |
| Honduras                               | Hondurese luchtmacht (Fuerza Aérea Hondureña) | 1931 (1954)     |
| Hongarije                              | Hongaarse luchtmacht (Magyar Légierő) | 1938 (1991)     |
| Hongarije                              | Rode Hongaarse luchtkorps (Vörös Légjárócsapat) | 1919            |
| Ierland                                | Iers luchtkorps (Aer-Chór na h-Éireann) | 1922            |
| IJsland                                | IJslands luchtverdedigingssysteem (Íslenska Loftvarnarkerfið)                                                                                        | 1987            |
| IJsland                                | Luchtdivisie van de IJslandse kustwacht (Landhelgisgæsla Íslands)                                                                                    | 1955            |
| India                                  | Indische luchtmacht (भारतीय वायु सेना, Bharatiya Vayu Sena)                                                                                                | 1932 (1950)     |
| India                                  | Indisch landluchtmachtkorps | 1986            |
| India                                  | Indische marineluchtarm | 1953            |
| India                                  | Luchtvleugel van de Indische kustwacht (Bharatiya Tatarakshak Dal)                                                                                   | 1978            |
| Indonesië                              | Nationale Strijdkrachten van Indonesië-Luchtmacht (Tentara Nasional Indonesia-Angkatan Udara)                                                        | 1946            |
| Indonesië                              | Indonesische marineluchtmacht (Dinas Penerbangan TNI Angkatan Laut)                                                                                  | 1956 (1974)     |
| Indonesië                              | Indonesische landluchtmacht (Dinas Penerbangan TNI Angkatan Darat)                                                                                   | 1959 (1974)     |
| Iran                                   | Luchtmacht van de Islamitische Iraanse Republiek (نیروی هوایی ارتش جمهوری اسلامی ایران)                                                              | 1925 (1979)     |
| Irak                                   | Iraakse luchtmacht (Al Quwwat al-Jawwiya al-Iraqiya)                                                                                                 | 1931 (1958)     |
| Israël                                 | Israëlische luchtmacht (חיל האוויר, Heyl Ha'Avir) | 1947 (1948)     |
| Italië                                 | Italiaanse luchtmacht (Aeronautica Militare) | 1884 (1946)     |
| Italië                                 | Italiaanse marineluchtmacht (Aviazione Navale) | 1956            |
| Italië                                 | Italiaanse landluchtmacht (Cavalleria dell'Aria) | 1951            |
| Italië                                 | Luchtdienst van de Italiaanse paramilitaire politie (Nucleo Elicotteri Carabinieri)                                                                  | 1965            |
| Ivoorkust                              | Ivoriaanse luchtmacht (Force Aérienne de la Côte d'Ivoire)                                                                                           | ~1965           |
| Jamaica                                | Jamaicaanse defensiemacht | 1963            |
| Japan                                  | Japanse luchtzelfverdedigingsmacht (航空自衛隊, Kōkū Jieitai)                                                                                        | 1954            |
| Japan                                  | Japanse maritieme zelfverdedigingsmacht (海上自衛隊, Kaijō Jieitai)                                                                                  | 1910            |
| Japan                                  | Japanse grondzelfverdedigingsmacht (陸上自衛隊, Rikujō Jieitai)µ                                                                                     | 1910            |
| Jemen                                  | Jemenitische luchtmacht (Al Quwwat al Jawwiya al Yemeniya)                                                                                           | 1990            |
| Jordanië                               | Koninklijke Jordaanse luchtmacht (Al Quwwat al-Jawwiya Almalakiya al-Urduniya)                                                                       | 1946 (1955)     |
| Kaapverdië                             | Kaapverdische luchtmacht (Força Aérea Caboverdiana)                                                                                                  | 1982            |
| Kaapverdië                             | Kaapverdische kustwacht (Guarda Costeira de Cabo Verde)                                                                                              | 1992            |
| Kameroen                               | Kameroense luchtmacht (Armée de l'Air du Cameroun)                                                                                                   | 1960            |
| Kazachstan                             | Kazachse luchtverdedigingsmacht (Sil Vozdushnoy Oborony Respubliki Kazakhstan)                                                                       | 1992            |
| Kenia                                  | Keniaanse luchtmacht | 1964            |
| Kirgizië                               | Kirgizische luchtmacht | 1991            |
| Koeweit                                | Koeweitse luchtmacht (Al-Quwwat al-Jawwiya al-Kuwaitiya)                                                                                             | 1961 (1988)     |
| Kroatië                                | Kroatische luchtmacht en defensie (Hrvatsko Ratno Zrakoplovstvo i Protuzracna Obrana)                                                                | 1941 (1991)     |
| Laos                                   | Laoaans volksbevrijdingsluchtmacht | 1955 (1975)     |
| Lesotho                                | Lesothose defensiemacht - luchteskader | ~1988           |
| Letland                                | Letse luchtmacht (Latvijas Gaisaspeki) | 1926 (1991)     |
| Libanon                                | Libanese luchtmacht (Al Quwwat al-Jawwiya al-Lubnamia)                                                                                               | 1945            |
| Liberia                                | Luchtvleugel van het Liberiaanse leger | 1987            |
| Libië                                  | Libische luchtmacht (Al Quwwatal Jawwiya al Jamahiriya al Arabia al Libyya)                                                                          | 1951 (1978)     |
| Litouwen                               | Litouwse luchtmacht (Karinės Oro Pajėgos) | 1992            |
| Luxemburg                              | NAVO-luchtmachtbasis Geilenkirchen | 1982            |
| Noord-Macedonië                        | Macedonische luchtmacht en luchtverdedigingsmacht (Военно Воздухопловство и Противвоздушна Одбрана, Voeno Vozduhoplovstvo i Protivvozdushna Odbrana) | 1992            |
| Madagaskar                             | Madagascarse luchtmacht (Armée de l'Air Malgache) | 1961            |
| Malawi                                 | Luchtvleugel van het Malawese leger | 1970 (1978)     |
| Maleisië                               | Koninklijke Maleisische luchtmacht (Tentera Udara Diraja Malaysia)                                                                                   | 1958 (1963)     |
| Mali                                   | Malinese luchtmacht (Force Aérienne de la République du Mali)                                                                                        | 1961            |
| Malta                                  | Maltese leger - luchteskader | 1992            |
| Marokko                                | Koninklijke Marokkaanse luchtmacht (القوات الجوية الملكية المغربية, Al Quwwat Al Jawwiya Al Malikiya Al Maghrebiya, Force Aérienne Royale Marocaine) | 1956 (1961)     |
| Mauritanië                             | Mauretaanse luchtmacht (Force Aérienne de la Islamique de Mauritanie)                                                                                | 1961            |
| Mauritius                              | Mauritiaanse kustwacht | 1970 (1987)     |
| Mexico                                 | Mexicaanse luchtmacht (Fuerza Aérea Mexicana) | 1915            |
| Mexico                                 | Mexicaanse marineluchtmacht (Fuerza Aeronaval) | 1926            |
| Moldavië                               | Moldavische luchtmacht | 1991            |
| Mongolië                               | Mongools luchtverdedigingsmachtcommando (Agaaryn Dovtolgoonoos Khamgaalakh Tsergiyn Komandlal)                                                       | 1925 (1993)     |
| Montenegro                             | Montenegrijnse luchtmacht (Vazdušne snage Crne Gore)                                                                                                 | 2006            |
| Mozambique                             | Mozambikaanse luchtmacht (Força Aérea de Moçambique)                                                                                                 | 1975 (~1976)    |
| Myanmar                                | Myanmarese luchtmacht (Tatmdaw Lei) | 1947            |
| Namibië                                | Namibische luchtmacht | 1994 (2005)     |
| Nepal                                  | Luchtvleugel van het Koninklijke Nepalese leger | 1965 (1979)     |
| Nederland                              | Koninklijke Nederlandse luchtmacht (Koninklijke Luchtmacht)                                                                                          | 1914 (1953)     |
| Nederland                              | Nederlandse marineluchtmacht (Marineluchtvaartdienst)                                                                                                | 1917            |
| Nieuw-Zeeland                          | Koninklijke Nieuw-Zeelandse luchtmacht | 1913 (1934)     |
| Nicaragua                              | Nicaraguaans landluchtmacht (Fuerza Aérea – Ejército de Nicaragua)                                                                                   | 1920 (1995)     |
| Niger                                  | Nationaal Eskader van Niger (Escadrille Nationale du Niger)                                                                                          | 1961 (2003)     |
| Nigeria                                | Nigeriaanse luchtmacht | 1964            |
| Noord-Korea                            | Koreaanse volksluchtmacht | 1955            |
| Noorwegen                              | Koninklijke Noorse luchtmacht (Kongelige Norske Luftforsvaret)                                                                                       | 1916 (1944)     |
| Oeganda                                | Oegandese luchtmacht | 1964            |
| Oekraïne                               | Oekraïense luchtmacht (Військово-Повітряні Сили України, Viys'kovo-Povitriani Syly Ukrayiny)                                                         | 1992            |
| Oekraïne                               | Oekraïense Marineluchtmacht (Авіація Військово-Морських Сил, Aviatsiya Viys'kovo-Mors'kykh Syl)                                                      | 1992            |
| Oezbekistan                            | Oezbeekse Lucht- en Luchtverdedigingsmacht | 1992            |
| Oman                                   | Koninklijke Omaanse luchtmacht (Al Quwwat al-Jawwiya al-Sultanya al-Omanya)                                                                          | 1959 (1990)     |
| Oostenrijk                             | Oostenrijkse luchtmacht (Österreichische Luftstreitkräfte)                                                                                           | 1927 (1955)     |
| Organisatie van Oost-Caribische Staten | Regionaal Veiligheidssysteem | 1999            |
| Pakistan                               | Pakistaanse luchtmacht (پاکستانی فضائيہ) | 1947 (1956)     |
| Pakistan                               | Luchtarm van het Pakistaans leger | 1958            |
| Pakistan                               | Luchtarm van de Pakistaanse marine | 1973            |
| Panama                                 | Panamese luchtmacht (Servicio Aéreo Nacional) | 1983            |
| Papoea-Nieuw-Guinea                    | Papoea-Nieuw-Guineaanse defensiemacht | 1974            |
| Paraguay                               | Paraguayaanse luchtmacht (Aeronautica Militar Paraguaya)                                                                                             | 1989            |
| Peru                                   | Peruviaanse luchtmacht (Fuerza Aérea del Perú) | 1929 (1950)     |
| Peru                                   | Peruviaanse marineluchtmacht (Fuerza Aviación Naval)                                                                                                 | 1963 (1980)     |
| Peru                                   | Peruviaanse landluchtmacht (Aviación del Ejército)                                                                                                   | 1973 (1977)     |
| Polen                                  | Luchtmacht van de Poolse Republiek (Siły Powietrzne Rzeczypospolitej Polskiej)                                                                       | 1918 (2004)     |
| Polen                                  | Poolse landluchtmacht (Lotnictwo Wojsk Lądowych) | 1994            |
| Polen                                  | Poolse marineluchtmacht (Lotnictwo Marynarki Wojennej)                                                                                               | 1947            |
| Polen                                  | Poolse grenswacht (Lotnictwo Straży Granicznej) | 1990            |
| Portugal                               | Portugese luchtmacht (Força Aérea Portuguesa) | 1911 (1952)     |
| Portugal                               | Marinehelicoptereskader | 1917 (1993)     |
| Qatar                                  | Qatarese emiratische luchtmacht | 1968            |
| Roemenië                               | Roemeense luchtmacht (Forţele Aeriene Române) | 1915 (1989)     |
| Rusland                                | Russische Luchtmacht (Военно-воздушные силы России, Voyenno-Vozdushnye Sily Rossii)                                                                  | 1910 (1991)     |
| Rusland                                | Russische Marineluchtmacht (Авиация Военно-Морского Флота, Aviatsiya Voyenno-Morskogo Flota)                                                         | 1991            |
| Rwanda                                 | Rwandese luchtmacht (Force Aérienne Rwandaise) | 1972            |
| Saoedi-Arabië                          | Koninklijke Saoedische luchtmacht (Al Quwwat al Jawwiya as Sa'udiya)                                                                                 | 1950            |
| Senegal                                | Sengalese luchtmacht (Armée de l'Air du Sénégal) | 1960            |
| Servië                                 | Servische luchtmacht (Ваздухопловство и ПВО Војске Србије, Vazduhoplovstvo i PVO Vojske Srbije)                                                      | 1912 (2006)     |
| Seychellen                             | Luchtvleugel van de Seychelse Kustwacht | 1980            |
| Sierra Leone                           | Sierra Leoonse defensiemacht | 1973            |
| Singapore                              | Singaporese luchtmacht (Angkatan Udara Republik Singapura)                                                                                           | 1975            |
| Slovenië                               | Luchtmacht van het Sloveens leger (Vojaško Letalstvo in Zracna Obramba Slovenske Vojske)                                                             | 1991 (2004)     |
| Slowakije                              | Slowaakse luchtmacht (Velitelstvo Vzdušnych Sil) | 1939 (1993)     |
| Somalië                                | Somalisch Luchtkorps (Cuerpo Aeronautica della Somalia)                                                                                              | 1991            |
| Spanje                                 | Spaanse luchtmacht (Ejército del Aire) | 1896 (1939)     |
| Spanje                                 | Spaanse Landluchtmacht (FAMET, Fuerzas Aeromóviles del Ejército de Tierra)                                                                           | 1973            |
| Spanje                                 | Spaanse Marineluchtmacht (Arma Aérea de la Armada)                                                                                                   | 1917 (1954)     |
| Sri Lanka                              | Sri Lankaanse luchtmacht | 1951 (1972)     |
| Soedan                                 | Soedanese Luchtmacht (Al Quwwat al-Jawwiya As-Sudaniya)                                                                                              | 1956            |
| Suriname                               | Surinaamse luchtmacht | 1982            |
| Swaziland                              | Swazilandse luchtmacht | 1979            |
| Syrië                                  | Syrische luchtmacht (Al Quwwat al-Jawwiya al Arabiya as-Souriya)                                                                                     | 1948 (1961)     |
| Tadzjikistan                           | Tadzjiekse Lucht- en Luchtverdedigingstroepen | ~1993           |
| Taiwan                                 | Luchtmacht van de Republiek China (中華民國空軍, Chung-Hua Min-Kuo K'ung-Chün)                                                                       | 1913 (1938)     |
| Taiwan                                 | Landluchtmacht- en speciale troepen commando van de Republiek China                                                                                  | 1976 (1999)     |
| Taiwan                                 | Marineluchtmachtcommando van de Republiek China | 1927 (1995)     |
| Tanzania                               | Tanzaniaanse Volksverdedigingsluchtmacht (Jeshi la Anga la Wananchi wa Tanzania)                                                                     | 1965            |
| Thailand                               | Koninklijke Thaise luchtmacht (กองทัพอากาศไทย, Kongthap Akat Thai)                                                                                    | 1914 (1937)     |
| Togo                                   | Togolese luchtmacht (Force Aérienne Togolaise) | 1964            |
| Trinidad en Tobago                     | Luchtwacht van de Defensiemacht van Trinidad en Tobago                                                                                               | 1966            |
| Tsjaad                                 | Tsjadische luchtmacht (Force Aérienne Tchadienne) | 1973            |
| Tsjechië                               | Tsjechische luchtmacht (Vzdušné síly armády České republiky)                                                                                         |                 |
| Tunesië                                | Tunesische luchtmacht (Al Quwwat al-Jawwiya al-Jamahiriyah at'Tunisia)                                                                               | 1959            |
| Turkije                                | Turkse luchtmacht (Türk Hava Kuvvetleri) | 1920 (1944)     |
| Turkije                                | Turkse landluchtmacht (Türk Kara Kuvvetleri Havacılığı)                                                                                              | 1948            |
| Turkije                                | Turkse marineluchtmacht (Türk Donanma Havacılığı) | 1971            |
| Turkije                                | Turkse kustwacht (Türk Sahil Güvenlik Havacılığı) | 1993            |
| Turkmenistan                           | Turkmeense Luchtmacht en Luchtverdedigingsmacht | 1992            |
| Uruguay                                | Uruguayaanse luchtmacht (Fuerza Aérea Uruguaya) | 1913 (1953)     |
| Uruguay                                | Uruguayaanse marineluchtmacht (Aviación Naval Uruguaya)                                                                                              | 1925 (1951)     |
| Venezuela                              | Venezolaanse luchtmacht (Aviación Militar Venezolana)                                                                                                | 1949 (2006)     |
| Venezuela                              | Venezolaanse landluchtmacht (Servicio Aéreo del Ejército Venezolana)                                                                                 | 1970            |
| Venezuela                              | Venezolaanse marineluchtmacht (Aviación de la Marina Venezolana)                                                                                     | 1922            |
| Venezuela                              | Venezolaanse Nationale Wacht (Comando de Apoyo Aéreo de Guardia Nacional)                                                                            | 1999            |
| Verenigde Arabische Emiraten           | Emiratische luchtmacht | 1976            |
| Verenigd Koninkrijk                    | Britse luchtmacht (Royal Air Force) | 1912 (1918)     |
| Verenigd Koninkrijk                    | Vlootluchtarm (Fleet Air Arm) | 1937            |
| Verenigd Koninkrijk                    | Brits legerluchtkorps | 1942            |
| Verenigde Staten                       | Luchtmacht van de Verenigde Staten (United States Air Force)                                                                                         | 1917 (1947)     |
| Verenigde Staten                       | Luchttak van het Amerikaans Leger (Army Aviation Branch)                                                                                             | 1947            |
| Verenigde Staten                       | Amerikaanse Marineluchtmacht (U.S. Naval Aviation)                                                                                                   | 1926 (~1990)    |
| Verenigde Staten                       | Luchtvaart van het Amerikaans Marinekorps (United States Marine Corps Aviation)                                                                      | 1912            |
| Verenigde Staten                       | Air National Guard | 1916 (1947)     |
| Vietnam                                | Vietnamese Volksluchtmacht (Không Quân Nhân Dân Việt Nam)                                                                                            | 1941 (1975)     |
| Wit-Rusland                            | Witrussische luchtmacht | 1991 (2001)     |
| Zambia                                 | Zambiaanse Luchtmacht en Luchtverdedigingscommando                                                                                                   | 1954 (1968)     |
| Zimbabwe                               | Zimbabwaanse luchtmacht | 1935 (1980)     |
| Zuid-Afrika                            | Zuid-Afrikaanse luchtmacht (Suid-Afrikaanse Lugmag)                                                                                                  | 1915 (1920)     |
| Zuid-Korea                             | Koreaanse luchtmacht (대한민국 공군, 大韓民國空軍, Daehan Minguk Gonggun)                                                                            | 1949            |
| Zweden                                 | Zweedse luchtmacht (Svenska Flygvapnet) | 1911 (1926)     |
| Zweden                                 | Helicoptervleugel van het Zweeds Leger (Försvarsmaktens Helikopterflottilj)                                                                          | 1958 (1998)     |
| Zwitserland                            | Zwitserse luchtmacht (Schweizer Luftwaffe, Forces Aériennes Suisses, Forze Aeree Svizzere)                                                           | 1914 (1946)     |